# Hellmuth Reymann
Hellmuth Reymann (Neustadt, 24 novembre 1892 – Garmisch-Partenkirchen, 8 dicembre 1988) è stato un generale tedesco durante la seconda guerra mondiale.

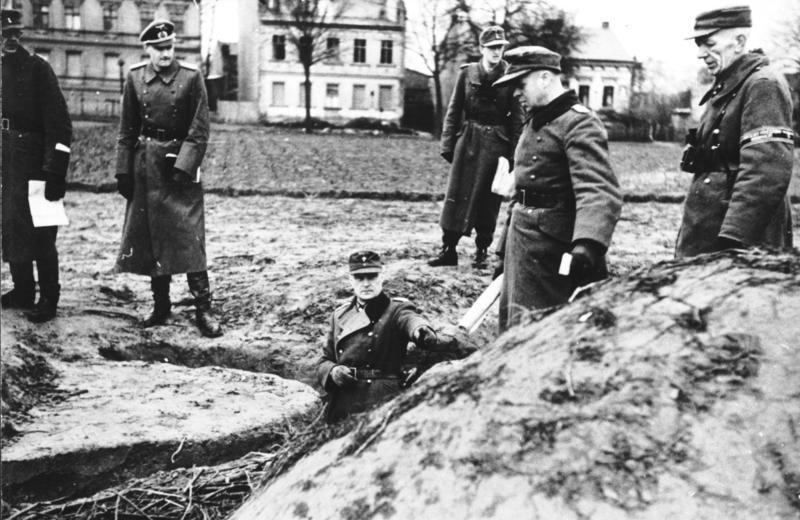
Hellmuth Reymann in una trincea nel 1945

Fu uno degli ultimi comandanti della difesa della capitale tedesca durante l'assalto finale delle forze sovietiche alla città di Berlino.

## Biografia

### In Russia settentrionale
Dal 1 ottobre 1942 al 1 ottobre 1943, il tenente generale (Generalleutnant) Reymann ottenne il comando del 212.Infanterie-Division che operava nella Russia settentrionale. La sua divisione era parte dell'Armata del Nord.
Dal 1 ottobre 1943 al 1 aprile 1944, Reymann venne trasferito al comando del 13.Luftwaffe-Feld-Division, parte del XXVIII. Armeekorps, combattendo nella Russia settentrionale. La divisione di Reymann includeva tra l'altro il 25º fanteria, il 26º fanteria ed il 13º artiglieria. Il XXVIII. Armeekorps era inoltre unito alla XVIII armata.
Perse molti uomini nella ritirata da Leningrado e la divisione venne sciolta nell'aprile del 1944.
Dal 1 aprile 1944 al 18 novembre 1944, Reymann ottenne il comando dell'11ª divisione di fanteria operante ancora una volta nella Russia settentrionale. Nell'ottobre del 1944, la divisione di Reymann venne accerchiata in Lituania pur disponendo di un numero nutrito di uomini e pertanto Reymann venne sostituito dal generale Gerhard Feyerabend, costringendolo al rientro in Germania.

### Dresda, 1945
Il 6 marzo 1945, mentre si trovava a Berlino, Reymann ricevette una telefonata dall'aiutante capo di Hitler in persona, il generale Wilhelm Burgdorf, il quale gli ordinò di prendere il comando delle forze preposte alla difesa di Dresda. Raymann, visto il trattamento subito in precedenza, rifiutò l'incarico dicendo di non ritenersi adatto. Burgdorf ricontattò nuovamente il generale Reymann e questa volta per informarlo che il Fuehrer in persona lo aveva prescelto quale comandante della difesa di Berlino, con l'intento di rimpiazzare il general Bruno Ritter von Hauenschild immediatamente e impedire la Battaglia di Berlino.

### Berlino, 1945
Quando fece il proprio ingresso a Berlino, Reymann trovò una situazione disperata in quanto scoprì che il suo predecessore nulla aveva predisposto per impedire un attacco aereo alla capitale e l'unico ordine che era stato recepito era quello venuto direttamente da Hitler e da Joseph Goebbels secondo i quali qualsiasi disertore avrebbe dovuto essere passato ad immediata esecuzione, ma nulla era stato fatto per studiare un piano di evacuazione per donne e bambini. Non erano stati predisposti dei magazzini per le riserve di cibo in caso di assedio nemico e pertanto Reymann pensò di darsi da fare immediatamente in questo senso, facendo ciò che gli era possibile fare per preparare la città a quello che appariva ormai un attacco imminente che invece i vertici del comando nazista si ostinavano a negare. Reymann si oppose fermamente alla distruzione dei ponti di Berlino perché, sebbene questa tattica avrebbe potuto rallentare di un poco l'invasione dei sovietici, sull'altro lato la città sarebbe rimasta priva di elettricità, acqua ed eventuali rifornimenti.
Prima del definitivo accerchiamento della città, Reymann riportò urgentemente a Hitler di permettergli di evacuare la popolazione più giovane della capitale, ma il Führer rifiutò.
Il 15 aprile, Reymann si incontrò con l'architetto Albert Speer e col generale Gotthard Heinrici, comandante in capo del Gruppo di Armate della Vistola per discutere il Decreto Nero di Hitler che prevedeva la distruzione delle infrastrutture fondamentali della città di modo che anche in caso di conquista i nemici non avrebbero potuto sfruttarle a loro vantaggio. Speer segretamente stava portando avanti una campagna contraria all'attuazione di questo decreto e questo non venne infine attuato anche per l'influenza che ebbe Reymann nella discussione.
Il 21 aprile, Joseph Goebbels, come commissario del Reich per Berlino, ordinò che "nessun uomo capace di impugnare un'arma lasci Berlino". Solo Reymann ottenne la possibilità di dare permessi in deroga a questo decreto e pertanto molti degli alti funzionari militari si rivolsero a lui in quei giorni per ottenere dei lasciapassare per abbandonare la capitale ormai in fiamme. I pass siglati da Raymann furono quasi 2 000. Il capo dello staff di Reymann, Hans Refior, commentò questo fatto dicendo: "I topi stanno lasciando la nave che affonda".
Wilhelm Burgdorf e Goebbels convinsero Hitler, anche a fronte di quanto si stava verificando, che Reymann non era la persona adatta da lasciare a Berlino e quando Goebbels gli impose di spostare il suo ufficio nei pressi del suo personale presso la Torre dello zoo, Reymann si rifiutò sentendosi troppo controllato e impossibilitato ad agire come la sua carica gli consentiva e pertanto si attirò le ire dello stesso Goebbels.
Il 22 aprile, Hitler privò Reymann del suo comando accusandolo di disfattismo e rimpiazzandolo col maggiore generale Ernst Kaether, il quale ad ogni modo non riuscì fisicamente a ricoprire l'incarico assegnatogli dal momento che questo ordine venne cancellato il giorno successivo per la disperata situazione in cui si trovava la capitale. I sovietici infatti erano ormai entrati nella periferia di Berlino ed ancora la capitale non disponeva di un comandante per coordinare le truppe.
Il giorno successivo, il 23 aprile, Hitler cambiò nuovamente idea e nominò il generale d'artiglieria Helmuth Weidling a nuovo comandante della difesa di Berlino.

### Il gruppo d'armata Spree
Dopo il suo allontanamento da Berlino, Reymann ottenne il comando di una divisione militare debole presso Potsdam, il "Gruppo d'armata Spree". Reymann giocò un ruolo fondamentale nel potenziamento e nel collegamento delle forze armate con Berlino del generale Walther Wenck.